# Ермітажні коти
Ерміта́жні коти́ — коти, що офіційно утримуються на території петербурзького Зимового палацу з часу його побудови, з метою запобігання рясному розмноженню щурів і мишей у Державному Ермітажі в Росії. За оцінкою директора музею М. Б. Піотровського, «коти — легенда ермітажного життя і його невід'ємна частина», а «інтерв'ю і зйомок з приводу котів не менше, ніж про Рембрандта».

## Історія

### XVIII століття
Вважається, що історія ермітажних котів починається з привезеного з Нідерландів Петром I Романовим кота, якого поселили в дерев'яному Зимовому палаці; за переказами, кота звали Василем. За іншою версією, Василь був узятий Петром 1724 року з дому нідерландського купця, який торгував на Вологодщині. Указ імператора велів «мати при коморах котів, задля охорони таких та мишей і щурів залякування».
XVIII століття в Зимовому палаці у величезних кількостях розплодилися миші і щури, які псували будівлю, прогризаючи дірки в стінах. За переказами, до імператриці Єлизавети Петрівни дійшли відомості про казанських котів, завдяки яким в місті немає гризунів. 1745 року, вона видала «Указ про висилку до двору котів», який свідчив:
…Знайшовши в Казані тутешніх порід кладених найкращих і великих тридцять котів, зручних до ловлення мишей, надіслати у С.-Петербург до двору Її Імператорської величності… <…> І коли хто має у себе таких кладених котів, тих би для скорішого відправлення, оголосили в губернській канцелярії звичайно від публікування в три дні, побоюючись за неоголошення, хто тих має, а не оголосить, штрафу за указами…Оригінальний текст (рос.)
…Сыскав в Казани здешних пород кладеных самых лучших и больших тридцать котов, удобных к ловлению мышей, прислать в С.-Петербург ко двору ея императорскаго величества… <…> И ежели кто имеет у себя таковых кладеных котов, оных бы для скорейшаго отправления, объявили в губернскую канцелярию конечно от публикования в три дни, опасаясь за необъявление, кто оных имеет, а не объявит, штрафа по указам…
Указ було негайно виконано; коти зробили свою справу, і майже всі гризуни в палаці щезли. Після зведення Зимового палацу котів запустили в нову будівлю, де вони швидко прижилися. Засновниця Ермітажу імператриця Катерина II кішок не любила, але залишила їх у Палаці і надала статус «охоронців картинних галерей», розділивши на два класи — надвірних і кімнатних. Серед останніх переважали російські блакитні.

### XIX—XX століття
Коти мешкали в Ермітажі в період війни з Наполеоном і після Російської революції, за радянської влади. Під час блокади Ленінграда усі коти загинули, і Зимовий буквально кишів щурами. 1941 року твори мистецтва було евакуйовано на Урал у Свердловськ, а в музейних підвалах обладнали 12 бомбосховищ. Після війни в Ленінград було завезено п'ять тисяч котів, частина яких потрапила в Ермітаж. Незабаром щури зникли знов.
У 1960-х роках котів розплодилося забагато, вони розширили місця проживання, вийшовши з підвалів в коридори і зали музею. Тоді котів відправили у відставку. Однак хімічні засоби захисту від щурів себе не виправдали, і незабаром котів було повернуто на місце служби.
В Музеї кішки у Всеволожську, де проживає кілька ермітажних котів, представлено історичну виставу, присвячену кішкам на Русі, в тому зокрема і котам Ермітажу.

### XXI століття, сьогодення
З часу поселення в Зимовому палаці коти беззмінно виконують обов'язки з очищення приміщень від гризунів. За закладеною Єлизаветою Петрівною традицією коти піддаються статевій стерилізації. Кожен кіт має власний паспорт, ветеринарну картку і офіційно числиться кваліфікованим фахівцем з очищення музейних підвалів від щурів.
Коти можуть вільно пересуватися територією Ермітажу, але вхід в музейні зали їм заборонено. Сама мережа підвалів (майже двадцять кілометрів), де живуть і полюють коти, називається «великий котячий підвал». Для котів створені затишні умови проживання — в підвалах завжди сухо і тепло, усі приміщення обладнано маленькими проходами для свободи пересування. Всі труби, що виходять в підвал, закриті ґратами від проникнення туди котів — невідомо, як влаштована вентиляційна система Ермітажу, оскільки креслення не збереглися. Влітку коти проводять більше часу зовні, на газонах, у дворах.
У кожного кота є власна мисочка, лоток і корзинка для сну. Всім їм зроблено щеплення, здійснюється регулярне ветеринарне спостереження. Однак не всі коти доживають до старості — багато хто з них гине під колесами машин. Особливо часто це відбувається, коли в Ермітажі йде ремонт. Тому на дворовій території установлені спеціальні знаки «Обережно, кішки!». Поповнюються лави ермітажних котів здебільшого безпородними тваринами.
Співробітники Ермітажу регулярно закуповують суху їжу для котів. У бюджеті музею немає статті на утримання котів; корм купується на пожертвування відвідувачів, музейних працівників, спонсорів (зокрема і зарубіжних). У котів існує свій благодійний рахунок, який проходить окремим рядком в бюджеті Ермітажу, — кошти, що надходять від благодійників, можна витрачати тільки на потреби тварин.
У рік 250-річчя Ермітажу директор музею Михайло Піотровський повідомив про встановлений ліміт в 50 котів, тому «надлишки» музей віддає в добрі руки. Щоб контролювати «ліміт» котів, їх регулярно прилаштовують на акціях «Хочу додому!» (лофт-проєкт «Этажи») і в «Республіці кішок» (котокафе, своєрідній альтернативі притулку, в якому мешкає два десятка ермітажних котів). Перед передачею кота з потенційним власником проводиться бесіда, реєструються його координати і паспортні дані. Першість віддається сімейним парам; в комунальні та знімні квартири котів віддавати не готові. Новий хазяїн отримує письмове свідоцтво «Власник Ермітажного кота», що дає право довічного безкоштовного відвідування виставкових залів.

При музеї існує Клуб друзів котів Ермітажу. Головним хранителем ермітажних котів є Тетяна Данилова. Вивчає історію і є прес-секретарем помічник директора Марія Халтунен. Лікувальний лікар — ветеринар Анна Кондратьєва, нею ж створено котяче кафе «Республіка кішок», яке знаходиться неподалік від Ермітажу, на вулиці Якубовича, 10. За визначенням Кондратьєвої, 
…в ермітажних котах найголовніше — це душа, своя особлива душа Петербурга… Це не порода, а особливий рід — ермітажні коти.
У березні 2016 року ермітажні коти увійшли до списку пам'яток, які, за версією британського видання «Telegraph», необхідно побачити у житті.

## У мистецтві

### Книги
Державний Ермітаж випускає видання, присвячені музейним котам. 2007 року вийшла книга Миколи Голя і Марії Халтунен «Котячий будинок в Ермітажі», що витримала кілька перевидань.
Котам присвячена дитяча книга Мері Енн Аллін «Анна і кішки, або Пригода в Ермітажі», що вийшла 2007-го і перевидана 2014 року у Вашингтоні російською та англійською мовами. Книга написана американською письменницею в співавторстві з Марією Халтунен і оповідає про пригоди дівчинки, яка мріє намалювати ермітажного кота на ім'я Янтар і розшукує його в музейних просторах. Один з героїв книги — директор музею М. Б. Піотровський. Книгу оформлено російськими художниками Анатолієм Бєлкіним і Маріанною Соколинською. Частина доходів від продажів автор спрямовує на ліки і корм чотириногим героям книги.
2008 року петербурзьким видавництвом «Віта Нова» в серії «Бібліотека Світового клубу петербуржців» видана книга Олексія Бобринського "Ерміта. Петербурзька казка ". Ермітажні коти є одними з головних героїв книги і разом з казковими жителями Петербурга рятують місто від злих сил і стихій.
Ермітажним котам присвячено розповідь Злати Лінник «Обережно, кішки».
2015 року вийшла дитяча книга-фентезі письменника Петра Власова "Лицар, кіт і балерина. Пригоди ермітажних котів ". Книга присвячена Петербургу, Ермітажу, один з головних її героїв — ермітажний кіт Василь.

### Музичні твори
2016 року американським композитором Крісом Брубек створений мюзикл «Кішки Ермітажу», в основу якого лягла повість письменниці Мері Енн Аллен «Анна і кішки, або Пригода в Ермітажі». Прем'єрне виконання сюїти з мюзиклу за участю Російського національного оркестру пройшло в березні 2016 року в Генеральному консульстві Російської Федерації в Нью-Йорку.

### Фільми
2005 року Ян Гінрік Древс (нім. Jan Hinrik Drevs) зняв про ермітажних котів 52-хвилинний документальний фільм «360º GEO-репортаж: Ермітаж — палац котів»(нім. 360º — Die Geo-Reportage: Eremitage — Palast der Katzen). Фільм було показано по європейським каналам, і котам стала надходити допомога з Європи, а деякі туристи, які відвідують Ермітаж, викликають Тетяну Данилову, що фігурувала у фільмі, щоб вручити їй корм для кішок або гроші.
2014 року в межах бієнале «Маніфеста» в Головному штабі Ермітажу пройшов відеоперформанс «У підвалі» голландського художника Еріка ван Лісхаута, де було представлено замальовки митця, зроблені ним світлини котів і знятий про них фільм. За оцінкою «Російської газети», «ермітажні коти, які живуть в підвалах палацу, для Ван Лісхаута стають символом невидимої частини соціальних структур, низів суспільства. <…> Світ, який можна не помічати, а можна — міняти на краще».
2014 року, до 250-річчя Ермітажу, Санкт-Петербурзьке регіональне кабельне телебачення представило фільм режисера Катерини Бнатової «Хвостата гвардія Петербурга».

### Вистави
Присвячені котам вистави сучасних митців щорічно проводяться у стінах Державного Ермітажу в рамках «Дня ермітажного кота» . Відбуваються вистави і за межами музею.
- 2014 року, 1 жовтня-21 листопада. — «Ермітажні коти». Виставка світлин Юрія Молодковець. — Республіка кішок. Санкт-Петербург, вул. Якубовича, 10[42][43].

### Інше
2013 року музеєм підготовлено фотокалендар, який представляє Ермітаж очима кота (автор фотографій Юрій Молодковець).
У Петербурзі випускаються сувеніри, присвячені ермітажний котам. З 2012 року на сайті музею публікуються щоденники ермітажних котів Савелія і Каті.
Восени 2015 року Ермітаж подав у Роспатент заявку на реєстрацію товарного знака «Ермітажний кіт». Реєстрацію товарного знака приурочено до 270-річчя котячої служби. Знак реєструється за 15 класами товарів і послуг: сувенірна продукція, товари для домашніх тварин, канцелярія і навчальні товари, продукти харчування. Серед іншого планується випуск цукерок «Ермітажний кіт».

## День ермітажного кота
Державним Ермітажем щорічно навесні проводиться «День ермітажного кота» (до 2012 року свято називалося «День Березневого кота в Ермітажі»). З 2011 року свято включено в офіційний календар святкових і пам'ятних дат музею. Крім вшанування котів, свято залучає дітей до мистецтва. Зазвичай свято проводиться в квітні або на початку травня.
Цього дня усіх котів випускають на публіку, щоб відвідувачі могли на них подивитися, відкриваються для відвідування підвали і горища, де мешкають коти. В ході свята влаштовуються пов'язані з котами вистави, ігри, вікторини та конкурси для дітей і дорослих, представляються збережені в Ермітажі картини відомих майстрів із зображеннями котів і роботи сучасних художників.
З котами пов'язана казкова легенда, згідно з якою за ними доглядають казкові людинки — ерміти і ермітесси. Вони живуть в музеях і старих будинках, а ночами грають з кішками, ведуть їхній облік і в'яжуть з їхньої шерсті «чарівні шарфи». Співробітники музею називають котів «ерміки».
Вперше свято було влаштоване 1998 року, з 2005-го проводиться регулярно.
- 2007, 30 березня. Заходи проходили у виставковій залі Молодіжного освітнього центру Державного Ермітажу на Мойці, 45. Пройшла акція "Малюємо з автором. Все про кішок… ", підведено підсумки конкурсу, проведеного напередодні свята Державним Ермітажем для дітей і студентів Петербурга і Ленінградської області. Представлена книга Мері Енн Аллін і Марії Халтунен[54].
- 2008, 28 березня. Пройшов під гаслом «Про котів та для котів». Світовий клуб петербуржців організував 2008 року свято з відкриттям двох вистав — «Ермітаж. Кішки» та «Коти Ермітажу»[55]. В архівах музею зберігаються дитячі малюнки, присвячені ермітажним котам. У підвалах музею пройшли дві вистави «котячих» робіт художників — «Ермітаж. Кішки», в якій представлено фото- та відеороботи членів секцій «Творча фотографія» і «Медіа-арт» Молодіжного центру Державного Ермітажу, і «Кішки, коти і кошенята», на якій було представлено роботи учнів ізостудії шкільного центру Державного Ермітажу[27][55]. Було представлено книгу Олексія Бобринського «Ерміти. Петербурзька казка», ілюстрації для якої виконали художники Ольга Попугаєва і Дмитро Непомнящий[56].
- 2009, 28 березня. У горищному приміщенні музею під гаслом «Краще котів можуть бути тільки… кішки» відбулася вистава «Ермітаж. Кішки», що представляє роботи професійних митців та студентів, що займаються в творчих секціях Студентського клубу Молодіжного центру Ермітажу. Пройшов конкурс дитячого малюнка «Мій ермітажний кіт», призи дітям вручав художник Дмитро Шагін. У залах музею було проведено гру «Подорож за ермітажним котом». Представлено книгу Миколи Голя і Марії Халтунен «Котячий будинок в Ермітажі»[57]. Підбито підсумки дитячого конкурсу «Кот як ермітажний експонат. Від примітивізму до кубізму»[58][59].
- 2010, 27 березня. Дмитро Шагін провів акцію «Кото-кто-то, або Кот на землі, у воді і в повітрі», в ході якої відвідувачі зображували фантастичного кота, що літав, скакав чи плавав. Організовано гру «Кішки-мишки» — пошук зображень мишей в творах мистецтва в залах музею. На горищі влаштовано вистави під гаслом «Краще котів можуть бути тільки… кішки», що представляють картини професійних митців, світлини студентів творчої секції Студентського клубу Молодіжного центру Ермітажу і роботи школярів, які брали участь в конкурсі «Легенди і міти про котів»[60].
- 2011, 26 березня. Проводився конкурс дитячого малюнка «Ермітажна казка про котів», в якому брав участь ряд петербурзьких шкіл. Після нагородження переможців конкурсу в Великому дворі Зимового палацу Дмитро Шагін разом з маленькими дітьми розписував дерев'яні статуї котів. У залах музею було організовано гру, в якій за деталью твору малося знайти сам твір; в кінці учасники гри потрапляли на горище, де розташовувалася вистава фотопроєкту «Чарівний шарф ермітів» Ю. Молодковець і О. Алексєєва, а також сорок дві роботи сучасних петербурзьких художників, написаних спеціально до цього дня; потім відвідувачів запрошували в підвал, де живе найбільше котів. Починаючи з цього року свято було включене в календарний план вистав[22][53][61].
- 2012, 21 квітня. Проводилися традиційні екскурсії підвалом музею («Там, де живуть кішки»). У підвалі і на горищі було виставлено картини професійних художників, фотороботи студентів, що займаються в творчій секції Студентського клубу Молодіжного центру Ермітажу, і витвори школярів, які брали участь в конкурсі «Царство котячих. Кішки великі і маленькі в музеї». Влаштовано гру «Полювання на левів, або Подорож з ермітажним котом», в ході якої потрібно було шукати левів у творах музею. Кульмінацією гри було відвідування Єгипетської кішки в залі № 100 — єдиної зберіганої в Ермітажі мумії тварин, винятковий експонат, який витягли зі сховища спеціально для свята. Художник Андрій Кузнєцов провів відкритий конкурс «Мій ермітажний кіт», запропонувавши придумати і втілити відповідний образ[11]. На Двірцевій площі відбулася гра «Найдовший чарівний шарф» — шарф довжиною 122,5 метра (висотою з Петропавлівський собор), згідно з легендою, зв'язаний ермітами і ермітессами з вовни ермітажних котів, був протягнутий усією площею і об'єднав котолюбів[4][51].
- 2013, 6 квітня. Свято відкрилося вітанням директора Ермітажу М. Б. Піотровського. Підбито підсумки та нагороджено переможців конкурсу «Мій День ермітажного кота», оголошений конкурс «Мій ермітажний кіт», представлено плакат Теофіля-Александра Стейнлена «Чисте стерилізоване молоко з берегів Венжанни» (1894). В Ермітажному театрі пройшла зустріч з журналістами, в музейних залах — гра «Подорож з ермітажним котом», у підвалі Зимового — прогулянка «Там, де живуть кішки» і майстер-клас «Як доглядати за домашнім вихованцем». Представлено «Книга обліку ермітажних котів», що, згідно легенді, ведеться петербурзькими домовиками — ермітами. На першій сторінці відтворено указ Катерини II, який наказував би «розділити котів на кімнатних і подвірних, а щоб число перших і других знати, доручити ермітам вести облік котів»[62]. Книга містила понад 1600 записів[6].
- 2014, 24 травня. Підбито підсумки конкурсу малюнка «„Ермітажні коти“: нам — 250!», роботи переможців виставлено в Йорданській галереї Зимового палацу. У фоє Ермітажного театру виставлено гравюру другої половини XIX століття за оригіналом нідерландського художника Фредеріка де Мушерона — «Справжній портрет кота великого князя Московії» (1661), де зображено улюбленого кота царя Олексія Михайловича. Крім традиційного конкурсу «Мій Ермітажний кіт», вікторин та подорожі в підвали Зимового, організовано присвячену 250-річчю Ермітажу гру «Кішки і собаки в Ермітажі Катерини II, або Подорож з ермітажним котом» — пошук в залах музею зображень тварин на експонатах з придбаних Катериною II збірок. Представлено творчі проєкти студентів секцій «4D/Чотири виміри» і «Художня майстерня» Молодіжного центру Державного Ермітажу[63].
- 2015, 25 квітня. Підбито підсумки та нагороджено переможців конкурсу малюнка «Легенди і міти про ермітажних котів». Пройшли акція «Мій Ермітажний Кот: Малюємо з художником», гра в залах музею «Подорож з ермітажним котом», прогулянка «Там, де живуть кішки», вистава робіт школярів. В межах проєкту «Ерміти. Петербурзька казка» пройшла зустріч з ермітами. В рамках вистави-події представлено «Статуетка кішки, що сидить на задніх лапах» (Китай, XVIII століття)[64][65].
- 2016, 21—22 травня. 2016 року «День ермітажного кота» святкувався два дня — 21 і 22 травня[66].
- 2017, 13—14 травня. 2017 року святкові заходи пройшли 13—14 мая[67].
- 2018, 12—13 травня. Підбиту підсумки конкурсу «Всі прапори в гості будуть до нас, або ермітажні коти приймають гостей». У фоє Ермітажного театру пройшла виставка «…Московський пустотливий гуляка», де було представлено порцелянові фігурки котів, виконані на фарфоровому заводі А. Г. Попова в 1810-1850-ті роки і фарфоровому заводі Ф. Я. Гарднера в 1850-1870-ті роки. Проведено гру-подорож залами музею «Кішки в Ермітажі, або Подорож з ермітажним котом», екскурсію в підвали Зимового палацу, майстер-клас з анімалістичного малюнку[68][69].